# Demondialisering

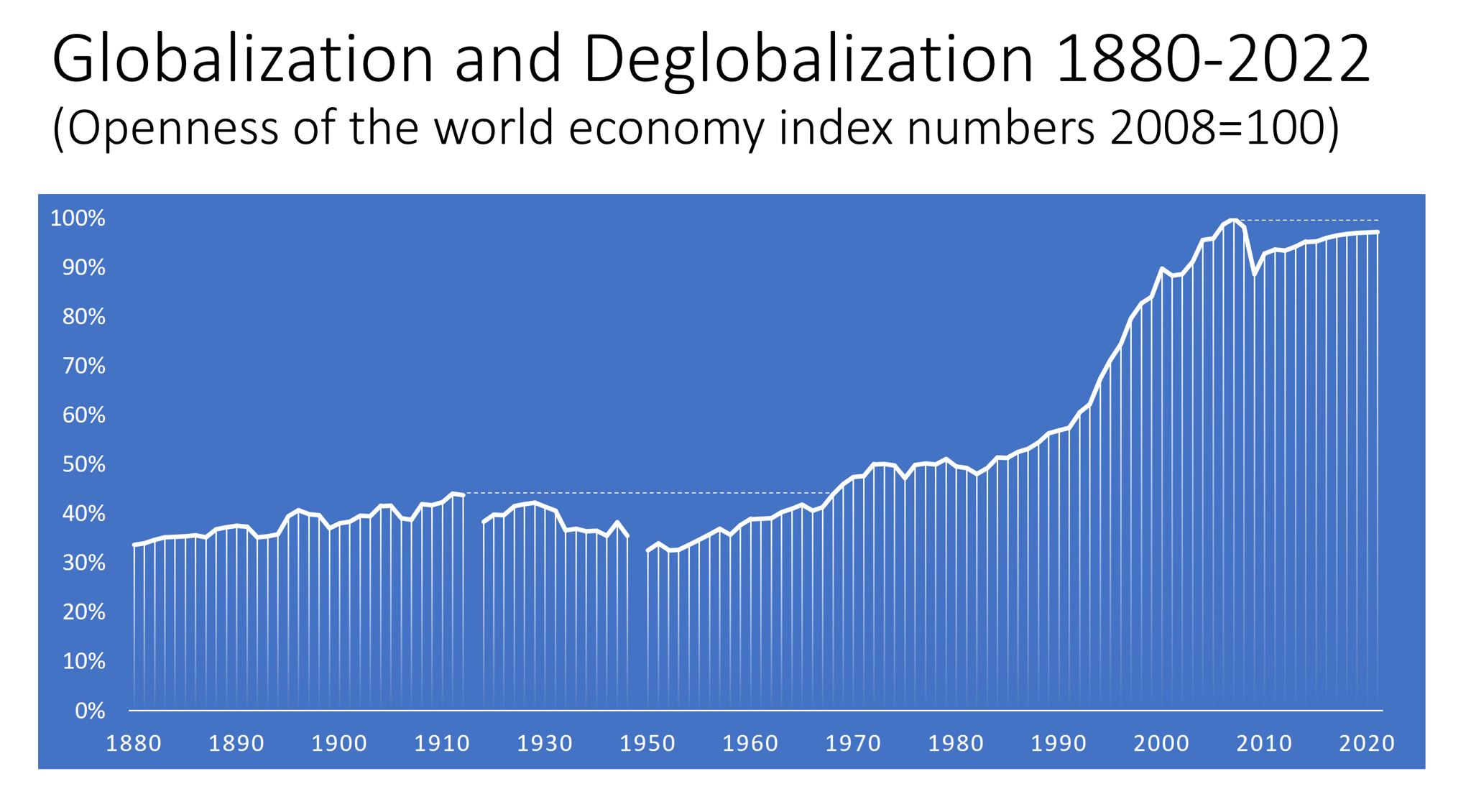
Mondialisering en demondialisering over de periode 1880-2020.

De-mondialisering of demondialisering, ook wel de-globalisering, is het proces van afnemende onderlinge afhankelijkheid en integratie tussen bepaalde entiteiten in de wereld, meestal natiestaten. Het wordt vaak gebruikt om de periodes in de geschiedenis te beschrijven waarin de economische handel en investeringen tussen landen afnemen. Het staat in contrast met mondialisering, waarbij entiteiten mettertijd steeds meer geïntegreerd raken, en omvat over het algemeen de tijd tussen perioden van mondialisering. Hoewel mondialisering en demondialisering elkaars tegenpolen zijn, zijn het geen spiegelbeelden.
Demondialisering kan, net als mondialisering, verwijzen naar zowel economische als sociale, technologische, culturele of politieke relaties, maar het zwaartepunt van het onderzoek naar demondialisering ligt op het gebied van de internationale economie.

## Historiek
Periodes van ernstige demondialisering deden zich voor in de jaren dertig tijdens de Grote Depressie.
Van 1945 tot de jaren zeventig nam de economische mondialisering toe, al lag die nog onder het vroegere piekniveau van de jaren 1910-1914.
Begin 21e eeuw trad echter opnieuw een periode van vertraging in de wereldhandel op, met een dieptepunt rond de Kredietcrisis van 2008-2011.
Vanaf 2017 voorspelden sommige waarnemers het naderende einde van de mondialisering. Andere economen beschouwen nochtans het terugvallen van de economische mondialisering, zoals de Brexit en Donald Trumps “America first”, als rationele antwoorden op – in wezen tijdelijke – problemen van sterke economieën.
Na 2020 leidden de cumulatieve effecten van de COVID-19-pandemie, langdurige verstoringen van de toeleveringsketen, wereldwijde voedseltekorten en torenhoge energieprijzen als gevolg van de oorlog in Oekraïne tot grote ongerustheid, nog aangewakkerd door president Bidens Inflation Reduction Act. Voormalig directeur-generaal van de Wereldhandelsorganisatie Pascal Lamy verwachtte in 2022 dat de Wereldhandelsorganisatie de wereldwijde economische orde kon versterken. In januari 2023 waarschuwde IMF-topvrouw Kristalina Georgieva dat de economische versnippering van de wereld door de nieuwe Koude Oorlog de mondiale economie tot 7 procent – in sommige landen tot 12 procent – kon doen krimpen.